# Agenzia d'informazione per la pubblica sicurezza
L'Agenzia d'informazione per la pubblica sicurezza (公安調査庁?, Kōanchōsa-chō), meglio nota con la denominazione inglese Public Security Intelligence Agency (PSIA), è l'agenzia d'intelligence nazionale del Giappone. È amministrata dal Ministero della Giustizia del governo giapponese e, in base alla Legge sulla prevenzione delle attività sovversive, ad essa è affidata la sicurezza interna e lo spionaggio contro le minacce alla sicurezza nazionale giapponese.
Come agenzia nazionale con il ruolo di raccogliere informazioni di spionaggio, la PSIA contribuisce alla politica del governo giapponese fornendo alle organizzazioni competenti i necessari dati esteri e nazionali (raccolti attraverso attività d'indagine e di spionaggio) su organizzazioni sovversive. È noto anche che la PSIA è responsabile della conduzione di attività di sorveglianza e spionaggio sui Coreani Zainichi permanentemente residenti sul suolo giapponese. L'agenzia conduce le sue operazioni sul territorio nazionale.

## Storia
L'Agenzia d'informazione per la pubblica sicurezza fu istituita con l'entrata in vigore della Legge sulla 
prevenzione delle attività sovversive il 21 luglio 1952.
Concentrandosi inizialmente sulle minacce dei gruppi di estrema sinistra come l'Armata Rossa Giapponese durante i giorni della Guerra fredda, cominciò a raccogliere informazioni sull'Aum Shinrikyō dopo l'attentato con il gas sarin alla metropolitana di Tokyo nel 1995, venendo tuttavia criticata per non aver monitorato il gruppo, specialmente nel suo tentativo di acquisire e accumulare armi biologiche sul suolo giapponese. In realtà, la PSIA aveva cooperato con l'Ufficio di pubblica sicurezza del Dipartimento della Polizia metropolitana di Tokyo in indagini sull'Aum Shinrikyō per molti anni. Quando le fu chiesto della sua indagine sul culto, un rapporto della PSIA aveva affermato: «Non vi sono stati cambiamenti nella loro natura pericolosa. È essenziale una stretta sorveglianza.»
La PSIA fece fare indagini sull'Aum Shinrikyō quando emerse che il gruppo aveva fondato aziende di software che potevano porre rischi di sicurezza per il Giappone.
La Chongryon (l'Associazione generale dei Coreani residenti in Giappone) è da molto tempo sotto sorveglianza della PSIA, essendo a quanto pare sospettata di svolgere attività di spionaggio sul suolo giapponese. Il Ministero della Giustizia giapponese ha cercato 270 milioni di yen per finanziare la PSIA nello svolgimento di attività di intelligence contro le attività di spionaggio nord-coreane.
Si era anche ipotizzato che la PSIA fosse integrata con il Naicho al fine di riorientarne l'attività a uno scenario post-Guerra fredda e di aumentarne le risorse, ma la proposta non fu adottata.
Un'indagine sul terrorista francese di Al-Qaeda Lionel Dumont era stata affidata alla PSIA nel 2004. La PSIA fece irruzione nel quartier generale della Hikari no Wa di Fumihiro Joyu il 10 maggio 2007. Malgrado l'insistenza di Joyu che il suo gruppo avesse interrotto i legami con l'Aum Shinrikyō, un funzionario della PSIA avvisò che il gruppo aveva contatti con Shōkō Asahara.
In seguito alla morte di Kim Jong-il il 17 dicembre 2011, la PSIA riferì che stava conducendo un'indagine sulla Corea del Nord rivolgendo l'attenzione verso la Chongryon, in quanto l'associazione aveva rimesso denaro e donazioni al paese comunista prima che a quest'ultimo fossero inflitte le sanzioni internazionali.

## Organizzazione
La PSIA presenta la seguente organizzazione:
- Dipartimenti interni Departments
  - Dipartimento degli affari interni
  - Primo Dipartimento d'informazione (Informazione interna)
  - Secondo Dipartimento d'informazione (Informazione estera)
- Istituto
  - Istituto di addestramento
- Uffici regionali 
  - Uffici d'informazione per la pubblica sicurezza (Sapporo, Sendai, Tokyo, Nagoya, Osaka, Hiroshima, Fukuoka e Takamatsu)
    - Uffici d'informazione per la pubblica sicurezza (Kushiro, Morioka, Saitama, Chiba, Yokohama, Niigata, Nagano, Shizuoka, Naha, Kobe, Okayama, Kumamoto, Kyoto e Kanazawa)

## Legami esteri
La PSIA ha legami con varie agenzie di informazione e di sicurezza estere, tra le quali la CIA, l'FBI, il Mossad, la RAW e l'MI6, con parecchi agenti della PSIA che vengono invitati ad addestrarsi con la CIA nell'ambito del suo Corso di analisi delle informazioni.

## Accuse di presunti investimenti
Vi erano state alcune indiscrezioni secondo le quali l'ufficio centrale della Chongryon a Chiyoda era stato venduto a Shigetake Ogata, un ex direttore generale della PSIA, su influenza dell'agenzia. Un comunicato stampa della PSIA negò l'accusa, escludendo che l'agenzia fosse coinvolta nell'accordo tra la Chongryon e Ogata.
Ogata era stato arrestato per frode presunta, che egli aveva negato. In seguito però aveva ammesso la sua colpevolezza ed era stato formalmente accusato di frode.

## Direttori generali noti della PSIA
- Shigetake Ogata – dal 1993 al 1997, capo del gruppo d'investimento Harvest[14][17]
- Toshiro Yanagi – dal 2006 al 2009[17]